# Orunia nad Motławą
Orunia nad Motławą (niem. Ohra an der Mottlau) – część Gdańska w dzielnicy Orunia-Św. Wojciech-Lipce, położona nad Motławą.
Orunia nad Motławą jest częścią jednostki morfogenetycznej Orunia. Została przyłączona w granice administracyjne miasta w 1933. Orunia nad Motławą należy do okręgu historycznego Niziny.
Osada leży na zachodnim brzegu Motławy i rozciąga się wzdłuż ul. Przybrzeżnej.